# Çavuşlar, Bingöl
Çavuşlar là một xã thuộc thành phố Bingöl, tỉnh Bingöl, Thổ Nhĩ Kỳ. Dân số thời điểm năm 2010 là 2.594 người.